# Primula primulina
Primula primulina är en viveväxtart som först beskrevs av Spreng., och fick sitt nu gällande namn av Hiroshi Hara. Primula primulina ingår i släktet vivor, och familjen viveväxter. Inga underarter finns listade i Catalogue of Life.